# Hydra (schip, 2000)
De Hydra is een schip uit Leipzig voor 22 personen waarbij de stroom voor de elektromotor wordt opgewekt door een brandstofcel op waterstof. Het was het eerste schip ter wereld met een alkalinebrandstofcel.
Het debuut van de Hydra was in juni 2000 op de Rijn in de omgeving van Bonn, Duitsland. Het schip heeft ongeveer 2.000 passagiers vervoerd in de jaren 1999/2000 en werd tevens in Gent als ferry-boot gebruikt tijdens een conferentie over elektrische boten. De boot maakte zijn laatste demonstratievaart in 2001. Het schip is volledig gecertificeerd volgens de Germanischer Lloyd guidelines for fuel cells on ships and boats.

## Specificaties
Een boot 12m lang met een diepgang van 0,52m, een hydride tank voor 32m³ waterstof, een 5 kW alkalinebrandstofcel, met een snelheid van 6 knopen voor 22 passagiers.